# Карауш, Григорий Семёнович
Григорий Семёнович Карауш (27 января 1913 — 31 декабря 1991) — передовик советского сельского хозяйства, бригадир совхоза «Дружба народов» Беляевского района Одесской области, Герой Социалистического Труда (1966).

## Биография
Родился в 1913 году в селе Яськи в Одесской губернии. Отец погиб во время первой мировой войны.
В 1928 году окончил неполную среднюю школу и пошёл работать, чтобы прокормить мать и родных братьев и сестёр. В 1930 году вступил в сельскохозяйственную артель имени Фрунзе.
С 1935 по 1938 служил в рядах Красной Армии на Дальнем Востоке. После возвращения на родину устроился счетоводом в колхозе.
Участник Великой Отечественной войны. В июне 1941 года был призван в Армию. Воевал в авиационных мастерских 5-й воздушной армии. Был награждён орденом Красной звезды.
В январе 1946 года был демобилизован и вернулся в родное село. Был избран заместителем председателя колхоза имени Фрунзе и секретарём партийной организации колхоза. В 1956-1960 председатель сельсовета села Яськи.
В 1960 году по собственному желанию перешёл работать бригадиром в овощеводческую бригаду 3-го отделения совхоза "Дружбы народов". Бригада под его руководством выращивала овощи на площади 700 гектаров и получала по 250-300 центнеров овоще с гектара при самой низкой в хозяйстве себестоимости.
Указом Президиума Верховного Совета СССР от 30 апреля 1966 года за выдающиеся производственные достижения Григорию Семёновичу Караушу было присвоено звание Героя Социалистического Труда с вручением ордена Ленина и медали «Серп и Молот».
Продолжал работать в совхозе до выхода на заслуженный отдых.
Проживал в родном селе Яськи. Умер 31 декабря 1991 года. Похоронен на сельском кладбище.

## Награды
- золотая звезда «Серп и Молот» (30.04.1966)
- орден Ленина (30.04.1966)
- орден Красной Звезды
- орден Отечественной войны II степени (11.03.1985)
- другие медали.